# Rejsen (film fra 2004)
|  | Denne artikel er oprettet af botten PalnaBot ud fra en ekstern database. Den kan derfor have sproglige fejl eller mangler. Denne skabelon kan fjernes efter kontrol af indholdet. |

 For alternative betydninger, se Rejsen. (Se også artikler, som begynder med Rejsen)
Rejsen er en dansk film fra 2004 instrueret af Thomas Aue Sobol og Jacob Aue Sobol.

## Handling
Filmen tager os med på Marias rejse fra sin landsby til havet. Hun er mayaindianer, traditionelt klædt i farverige vævede stoffer. Hun vil lære verden at kende uden for sin egen landsby, så hun besøger den lidt større regionalby og den store universitetsby for til sidst at nå ud til havet, som har en stor symbolsk betydning for hende. Hun er meget bevidst om sin egen fremtid og sine muligheder, men er hun realistisk? Eller er det drømme? Det bliver også en rejse fra det traditionelle samfund til det moderne samfund; - en rejse hvor det væsentlige spørgsmål er om traditionen og mayakulturen vil overleve undervejs?